# Araǰin Xowmb 2023-2024
L'Araǰin Xowmb 2023-2024 è stata la 33ª edizione della seconda serie del campionato armeno di calcio. La stagione è iniziata il 1º agosto 2023 e si è conclusa il 27 maggio 2024.

## Stagione

### Novità
Nella passata stagione, il West Armenia si è classificato al primo posto ed ha ottenuto la promozione in Bardsragujn chumb. Dalla Bardsragujn chumb 2022-2023 è retrocesso il Lernayin Artsakh, che ha preso il posto della sua seconda squadra.
Le seguenti nuove squadre hanno preso parte al campionato: Andranik, Nikarm, Noah 2, Onor.

### Formato
Le quindici squadre si affrontano due volte, per un totale di ventotto giornate più due turni di riposo. La prima classificata, viene promossa in Bardsragujn chumb 2024-2025.

## Squadre partecipanti
| Club             | Città    | Stadio                           | Stagione precedente      |
| ---------------- | -------- | -------------------------------- | ------------------------ |
| Alaškert 2       | Erevan   | Stadio Kasakhi marzik (Ashtarak) | 11º in Araǰin Xowmb      |
| Andranik         | Vardenis | Stadio comunale di Sevan         | -                        |
| Ararat 2         | Erevan   | Centro sportivo di Dzoraghbyur   | 4º in Araǰin Xowmb       |
| Ararat-Armenia 2 | Erevan   | FFA Academy Stadium              | 5º in Araǰin Xowmb       |
| BKMA Erevan 2    | Erevan   | FFA Academy Stadium              | 2º in Araǰin Xowmb       |
| Ganjasar         | Kapan    | Stadio Lernagorts                | 3º in Araǰin Xowmb       |
| Lernayin Artsakh | Goris    | Centro sportivo di Dzoraghbyur   | 10º in Bardsragujn chumb |
| Mika Erevan      | Erevan   | Stadio RCCSD                     | 10º in Araǰin Xowmb      |
| Nikarm           | Ijevan   | Stadio comunale di Vanadzor      | -                        |
| Noah 2           | Erevan   | Centro sportivo di Echmiadzin    | -                        |
| Onor             | Erevan   | Stadio Kasakhi marzik (Ashtarak) | -                        |
| P'yownik 2       | Erevan   | Stadio P'yownik                  | 7º in Araǰin Xowmb       |
| Širak 2          | Gyumri   | Stadio comunale di Gyumri        | 8º in Araǰin Xowmb       |
| Syunik           | Kapan    | Stadio Lernagorts                | 9º in Araǰin Xowmb       |
| Urartu 2         | Erevan   | Stadio Urartu                    | 6º in Araǰin Xowmb       |

## Classifica finale
|  | Pos. | Squadra          | Pt | G  | V  | N  | P  | GF | GS  | DR  |
|  | ---- | ---------------- | -- | -- | -- | -- | -- | -- | --- | --- |
|  | 1.   | Ganjasar         | 74 | 28 | 24 | 2  | 2  | 69 | 17  | +52 |
|  | 2.   | Syunik           | 63 | 28 | 20 | 3  | 5  | 62 | 24  | +38 |
|  | 3.   | BKMA Erevan 2    | 63 | 28 | 20 | 3  | 5  | 81 | 31  | +50 |
|  | 4.   | Lernayin Artsakh | 58 | 28 | 18 | 4  | 6  | 62 | 27  | +35 |
|  | 5.   | Urartu 2         | 42 | 28 | 10 | 12 | 6  | 51 | 34  | +17 |
|  | 6.   | Andranik         | 41 | 28 | 12 | 5  | 11 | 37 | 41  | -4  |
|  | 7.   | Noah 2           | 39 | 28 | 11 | 6  | 11 | 53 | 38  | +15 |
|  | 8.   | Ararat-Armenia 2 | 39 | 28 | 11 | 6  | 11 | 48 | 41  | +7  |
|  | 9.   | Alaškert 2       | 37 | 28 | 10 | 7  | 11 | 46 | 49  | -3  |
|  | 10.  | Širak 2          | 33 | 28 | 10 | 3  | 15 | 41 | 50  | -9  |
|  | 11.  | Ararat 2         | 32 | 28 | 9  | 5  | 14 | 52 | 47  | +5  |
|  | 12.  | P'yownik 2       | 30 | 28 | 9  | 3  | 16 | 50 | 57  | -7  |
|  | 13.  | Mika Erevan      | 17 | 28 | 4  | 5  | 19 | 21 | 60  | -39 |
|  | 14.  | Onor             | 16 | 28 | 4  | 4  | 20 | 23 | 85  | -63 |
|  | 15.  | Nikarm           | 12 | 28 | 4  | 0  | 24 | 27 | 122 | -95 |

Legenda:
      Promossa in Bardsragujn chumb 2024-2025
Note:
Tre punti a vittoria, uno a pareggio, zero a sconfitta.
In caso di arrivo di due o più squadre a pari punti, la graduatoria verrà stilata secondo la classifica avulsa tra le squadre interessate.

## Risultati
|                  | And  | Ala  | Ara  | AAr  | BKM  | Gan  | Ler  | Mik  | Nik  | Noa  | Ono  | Pyo  | Šir  | Syu  | Ura  |
| ---------------- | ---- | ---- | ---- | ---- | ---- | ---- | ---- | ---- | ---- | ---- | ---- | ---- | ---- | ---- | ---- |
| Andranik         | –––– | 2-3  | 0-3  | 0-2  | 0-2  | 0-2  | 0-2  | 3-0  | 5-0  | 2-2  | 0-1  | 3-2  | 0-0  | 0-3  | 1-1  |
| Alaškert 2       | 1-2  | –––– | 2-1  | 2-2  | 3-3  | 1-2  | 2-1  | 2-1  | 4-1  | 4-1  | 0-0  | 1-0  | 2-2  | 0-2  | 0-0  |
| Ararat 2         | 0-1  | 5-0  | –––– | 3-1  | 1-3  | 1-4  | 2-4  | 0-1  | 11-0 | 1-1  | 1-2  | 3-1  | 0-3  | 1-3  | 0-3  |
| Ararat-Armenia 2 | 0-1  | 2-1  | 3-4  | –––– | 2-3  | 0-3  | 1-1  | 2-0  | 6-1  | 2-1  | 2-1  | 4-0  | 2-0  | 1-2  | 3-3  |
| BKMA Erevan 2    | 3-0  | 3-2  | 3-1  | 4-3  | –––– | 1-2  | 3-1  | 4-1  | 5-1  | 2-0  | 8-0  | 4-1  | 4-0  | 1-2  | 2-2  |
| Ganjasar         | 6-0  | 3-1  | 3-0  | 2-0  | 2-0  | –––– | 0-1  | 1-0  | 2-0  | 1-0  | 2-0  | 5-4  | 1-0  | 2-0  | 5-0  |
| Lernayin Artsakh | 6-1  | 1-0  | 0-0  | 3-0  | 1-3  | 2-0  | –––– | 3-0  | 6-0  | 2-0  | 6-1  | 3-0  | 2-1  | 4-1  | 1-1  |
| Mika Erevan      | 0-4  | 0-0  | 0-0  | 0-0  | 0-3  | 0-3  | 3-0  | –––– | 0-1  | 2-2  | 1-1  | 1-3  | 0-1  | 0-7  | 0-3  |
| Nikarm           | 0-3  | 2-6  | 2-4  | 0-5  | 0-6  | 0-8  | 0-2  | 1-3  | –––– | 1-8  | 0-1  | 6-4  | 3-2  | 0-1  | 1-3  |
| Noah 2           | 1-2  | 2-2  | 0-0  | 2-0  | 0-2  | 2-3  | 1-0  | 1-0  | 8-0  | –––– | 6-1  | 3-1  | 2-1  | 0-2  | 0-0  |
| Onor             | 0-4  | 2-3  | 2-2  | 1-1  | 0-1  | 0-1  | 1-2  | 1-4  | 1-4  | 0-1  | –––– | 1-3  | 5-2  | 0-4  | 0-6  |
| P'yownik 2       | 1-1  | 0-1  | 2-0  | 2-2  | 1-5  | 1-2  | 2-0  | 5-0  | 7-2  | 1-5  | 4-0  | –––– | 2-1  | 0-1  | 0-0  |
| Širak 2          | 0-1  | 3-2  | 1-6  | 1-0  | 1-0  | 1-2  | 1-4  | 2-0  | 1-0  | 0-2  | 9-0  | 2-1  | –––– | 0-1  | 3-2  |
| Syunik           | 0-1  | 5-1  | 1-0  | 0-1  | 2-2  | 1-1  | 2-3  | 4-3  | 5-0  | 2-0  | 3-0  | 1-0  | 4-1  | –––– | 1-0  |
| Urartu 2         | 0-0  | 1-0  | 1-2  | 0-1  | 2-1  | 1-1  | 1-1  | 3-1  | 5-1  | 4-2  | 5-1  | 0-2  | 2-2  | 2-2  | –––– |

## Individuali

### Classifica marcatori
| Gol |  |  | Giocatore           | Squadra          |
| --- |  |  | ------------------- | ---------------- |
| 32  |  |  | Saleh Nasr          | Ganjasar         |
| 18  |  |  | Levon Petrosyan     | BKMA Erevan 2    |
| 15  |  |  | Akhmed Jindoyan     | Alaškert 2       |
| 14  |  |  | Hamlet Minasyan     | Syunik           |
| 13  |  |  | Grigor Hovhannisyan | Noah 2           |
| 12  |  |  | Taiga Kitajima      | Lernayin Artsakh |
| 11  |  |  | Vyacheslav Afyan    | P'yownik 2       |
| 11  |  |  | Davit Ghiasyan      | Urartu 2         |
| 10  |  |  | Oluebube Onuoha     | Alaškert 2       |
| 10  |  |  | Davit Hakobyan      | BKMA Erevan 2    |
| 10  |  |  | Edik Vardanyan      | BKMA Erevan 2    |
| 10  |  |  | Vladimir Yeremyan   | Ararat-Armenia 2 |